# Julius Freytag
Ernst Eduard Christian Friedrich Julius Freytag (* 1835 in Celle; † 1926 in Ilfeld) war ein deutscher evangelisch-lutherischer Theologe und Pfarrer, Autor, Herausgeber und Chefredakteur christlicher Blätter, Stifter und Vorsteher des Stephansstiftes.

## Leben
Julius Freytag wurde zur Zeit des Königreichs Hannover in Celle geboren als Sohn des Pastors Johann Andreas Freytag.
Nachdem Freytag bis 1866 als Pastor zur Probe an der Kreuzkirche in Hannover tätig gewesen war, engagierte er sich von 1866 bis in die Gründerzeit des Deutschen Kaiserreichs hinein als Pastor beim Evangelischen Verein, dem Vorläufer des Landesvereins für Innere Mission. Dieser war bereits zuvor 1865 mit Unterstützung des Oberkonsistorialrates und späteren Abtes von Kloster Loccum, Gerhard Uhlhorn gegründet worden. Zu seinen Repräsentanten und Vordenkern zählte der hannoversche Staatsminister Karl Lichtenberg, Julius Freytag sowie der Pastor Ludwig Adolf Petri. Freytag gehörte auch zum engeren Vorstand der von Petri ins Leben gerufenen Hannoverschen Pfingstkonferenz.
Der Evangelische Verein zu Hannover beschloss 1868 den Aufbau einer „Brüderanstalt“ zur Ausbildung von Männern (Brüdern) für den Dienst der christlichen Nächstenliebe: Im Folgejahr begann Julius Freytag gemeinsam mit 6 Helfern die diakonische Arbeit, aus der sich dann das Stephansstift entwickeln sollte. Anlässlich des Gründungsjubiläums wird seitdem jährlich zu Christi Himmelfahrt des Jahresfest des Stephansstiftes gefeiert.
Julius Freytag, anfangs mit der Adresse Breite Straße 6 in Hannover, war Autor, Herausgeber und Verleger der ab 1867 erschienenen und in der Schlüterschen Hofbuchdruckerei vervielfältigten Zeitschrift Hannoversches Sonntagsblatt. Volksblatt für Innere Mission. Mit dem Reingewinn unterstützte Freytag den Evangelischen Verein. 1869 kam – mit Freytag als Chefredakteur- zudem das Blatt Hannoverscher Volkskalender hinzu, dessen Ertrag in die notwendige Finanzierung des Stephansstiftes floss.
Den heutigen Ort des Stephansstiftes zwischen der Kirchröder Straße und der Eilenriede in Kleefeld konnten Pastor Freytag, zugleich Vorsteher des Stiftes, und seine angehenden Diakone jedoch erst nach einer Grundstücks-Schenkung durch den Industriellen Konsul Schwemann und Erwerbungen angrenzender Grundstücke beziehen. Zu Michaelis 1872 zogen sie in das fertiggestellte „[...] schmucke Haupthaus“, das auch weitere Räumlichkeiten vorhielt. Kurz zuvor war der Geistliche Ludolf Wilhelm Fricke zunächst als Oberhelfer in das Stephansstift berufen worden, der jedoch schon zum 2. November 1873 Nachfolger von Freytag im Amt des Vorstehers wurde.
Ab 1883 ging Freytag nach Langenholtensen, wo er bis 1890 als Pastor wirkte. Von dort wechselte er 1890 nach Ilfeld, wo er bis zu seinem Ruhestand im Jahr 1908 wiederum als Pastor wirkte. Ilfeld blieb Freytags Wohnsitz bis zu seinem Tod im Jahr 1926.

## Schriften (Auswahl)
- Sechs Vorträge über den ersten Artikel des christlichen Glaubens, im evangelischen Verein zu Hannover gehalten, Hannover 1871
- Zu Petris Gedächtniß. Kurze Mittheilungen aus dem Leben des D. L. A. Petri, Hannover 1873